# 移動教室
移動教室（いどうきょうしつ）は、『通常の授業の延長として行う、異なる場所への移動を伴う授業』のこと。「教室をまるごと移動したもの」と捉え、「移動する教室＝移動教室」と呼ばれるようになったと考えられる。移動先として想定される場所により、以下の三通りの用例がある。
- 『学校の外』とするもの。すなわち、遠足・社会科見学・修学旅行と並ぶ校外学習の一つ[1]。宿泊を伴う場合のみを特に指す場合もある[1][2][3]。科目は社会科[4]、理科、生活科など。
- 『学級ごとに割り当てられた教室（普通教室）とは異なる場所』とするもの[5][6][7][8]。科目は体育科、音楽科、理科など。ただし、この場合も校外での授業を包含しないとは限らない。
- 他団体による授業・講座を『学校内』に移動して開講するもの[9]。出前講座。